# Emanuel da Bélgica
Emanuel Leopoldo Guilherme Francisco Maria de Saxe-Coburgo-Gota (em francês: Emmanuel Léopold Guillhaume François Marie; em holandês: Emmanuel Leopold Willem Frans Maria; Anderlecht, 4 de outubro de 2005) é o filho mais novo e terceiro filho do rei Filipe I e da rainha Matilde da Bélgica. Ele é atualmente o terceiro na linha de sucessão ao trono belga, depois de sua irmã mais velha, a princesa herdeira Isabel, e do irmão, o príncipe Gabriel.

## Nascimento e batismo
O príncipe Emanuel nasceu no dia 4 de outubro de 2005, às 13h06 (horário local), no Hospital Erasmus, em Anderlecht, uma cidade próxima de Bruxelas. Na ocasião, pesava 3,9kg e media 50 centímetros.
Recebeu os seguintes nomes:
- Emanuel: Para continuar a tradição de nomes com "El" entre os filhos do casal;
- Leopoldo: Em homenagem ao seu bisavô, o rei Leopoldo III da Bélgica;
- Guilherme: Em homenagem ao seu padrinho, o príncipe Guilherme, Grão-Duque Herdeiro de Luxemburgo;
- Francisco: Por nascer no dia de São Francisco de Assis;
- Maria: Em homenagem a Virgem Maria, por questões religiosas, todos os membros da família real belga recebem o nome Marie ou suas variantes, Mary ou Maria.

Emanuel foi batizado no Castelo Real de Ciergnon, no dia 10 de dezembro de 2005, em Ciergnon na Bélgica. Na cerimônia, estiveram presentes amigos e familiares de seus pais, incluindo representantes de outras casas reais.
Os seus padrinhos são:
1. A condessa Elisabeth d'Udekem d'Acoz (sua tia materna).
2. Príncipe Guilherme, Grão-Duque Herdeiro de Luxemburgo (amigo próximo do casal).

## Educação e interesses
No dia 1° de setembro de 2006, o príncipe Emanuel ingressou na escola pública de Saint-Jan Berchmans, em Bruxelas. Esta é a mesma escola onde estudam seus irmãos, Gabriel, Isabel e Leonor.
Em setembro de 2012, foi anunciado que o príncipe Emanuel estava saindo de Saint-Jan Berchmans para estudar na escola especial de Eureka, em Kessel-Lo, pois sofre de dislexia. Estuda as três línguas oficiais da Bélgica: flamengo, francês e alemão. Todos os anos os seus pais acompanham ele e seus irmãos no primeiro dia de aula.
O príncipe Emanuel ama a natureza. Ele gosta de praticar os seguintes esportes: ciclismo, natação e esqui. Ele também toca flauta.

## Títulos e estilos
- 04 de outubro de 2005 - presente: "Sua Alteza Real, o Príncipe Emanuel da Bélgica".